# Licia Chery
Licia Chery, de son vrai nom Leticia Andris, est une artiste genevoise, d'origine haïtienne, née en 1985. Autrice-compositrice-interprète, elle est également animatrice de télévision et écrivaine.

## Biographie
Genevoise, d'origine haïtienne, Leticia Andris naît en 1985.
Ses parents se rencontrent à la fin des années 1970, à Genève. Son père s'établit, en tant que réfugié politique, dans cette ville après avoir fui la dictature de Jean-Claude Duvalier, alors chef d'État de Haïti. Janina, sa mère, également haïtienne, est alors infirmière,. En 1986, à la chute du régime, la petite famille tente de retourner en Haïti, cependant l’instabilité politique les ramènera l'année suivante à Genève.
À la maison, elle parle créole, puis français à l’école. Aux côtés de ses deux sœurs, elle grandit entre les quartiers de Carouge et de la Servette. Elle se souvient être « la seule Noire de [sa] classe et [se] souvien[t] de ces regards lourds de sous-entendus de certains parents s’imaginant que, parce qu’on a la peau foncée, on est de la mauvaise graine et qu’on va influencer leurs enfants ». Ses camarades de classe lui disent régulièrement : « Ma maman ne veut plus que tu reviennes à la maison ». Plus tard, elle est influencée par le documentaire d'Amandine Gay Ouvrir la voix, qui lui permet de prendre conscience « qu’elle n’était pas la seule à avoir cru qu’elle blanchirait en grandissant ».
Enfant, elle souhaite devenir coiffeuse ou avocate. À six ans, elle écoute Beethoven et Vivaldi à l’école, ce qui crée chez elle une illumination avec la sensation de comprendre ce langage. Elle demande à ses parents de l’inscrire au conservatoire, où elle effectue quatorze ans de piano classique, avant de rejoindre ensuite l’École des musiques actuelles pour développer son sens de l’improvisation. À douze ans, elle interprète un titre de Céline Dion, lors d’un spectacle scolaire. Lors de cette prestation, la sensation est tellement forte qu'elle décide d'en faire son métier.
Jeune adulte, elle finance elle-même ses voyages liés à sa carrière musicale, en travaillant dans une boutique à l’aéroport de Cointrin, sans informer ses parents qui la croient alors étudiante en sociologie.

## Carrière artistique
Autrice-compositrice-interprète, Licia Chery est particulièrement inspirée par les musiques soul, blues et folk. Elle interprète des chansons à textes, généralement en anglais, parfois en créole. Pour composer son nom de scène, elle choisit d'utiliser le prénom Licia, qui est celui de sa cousine anglophone.
À l'âge de dix-sept ans, elle compose un album musical dans le cadre de son travail de maturité gymnasiale, accompagné d'un spectacle dont elle conçoit les chorégraphies. À vingt-quatre ans, après avoir autoproduit deux albums,, elle réunit en 75 jours la somme de 100 000 euros sur une plateforme de financement participatif, qui lui permet de financer son premier album professionnel, Blue Your Mind, un mélange de rétro, pop et soul, composé de douze titres interprétés en anglais et en créole et produit par le label My Major Company. La chanteuse Irma apparait dans son premier clip, intitulé Please et l'actrice Isabelle Caro, dans celui titré Mental Disease, à qui elle rendra hommage lors de sa mort douze ans plus tard, en 2020.
Elle chante à Limoges, Paris et Montréal, puis enregistre un album, avant de s’envoler pour New York où, elle remporte un concours qui lui permet de se produire sur une scène. En 2010, elle se produit dans le cadre du Montreux Jazz Festival.
En juillet 2014, elle chante en duo avec Youssou N’Dour, dans le cadre du Paléo Festival de Nyon devant 35 000 spectateurs,,.
En 2015, elle fait partie des finalistes présélectionnés pour représenter la Suisse au concours de l'Eurovision.
En mars 2017, elle se produit pour la seconde fois en tant que membre du groupe Soul Sisters, un quatuor vocal genevois qui revisitent le répertoire soul avec section rythmique et cuivres, dont font également partie Lesley Reynolds, Laure Verbrègue et Awori.
En juillet 2019, se produit sur la scène Music in The Park, dans le cadre du Montreux Jazz Festival.

À la fin du mois d'août 2020, elle devient l'animatrice du jeu télévisé C'est ma question, diffusé quotidiennement sur la chaîne de télévision suisse RTS, en remplacement de Sébastien Rey,. Sa bonne humeur à l'antenne déclenche alors parfois des réactions assez virulentes et les critiques sont telles qu'elle ferme sa page Facebook pour prendre de la distance, alors que l'ensemble de l’équipe de l'émission la soutient.

« En 2020 ! Difficile de dire si l’on doit féliciter la chaîne d’avoir enfin franchi le cap ou, au contraire, la pointer du doigt pour avoir attendu si longtemps… On ne peut pas leur jeter la pierre. Il faudrait d’abord savoir combien de personnes noires ont réellement postulé pour un poste à l’antenne. Le problème, c’est que tant que nous ne sommes pas inclus dans le paysage, les enfants ne vont pas rêver à devenir présentateur. Tout simplement parce qu’ils ne se retrouvent pas dans le poste. Alors, oui, j’espère maintenant susciter des vocations ! »

 Licia Chery représente rapidement le symbole de la diversité sur la chaîne romande, en tant que première animatrice noire de l’histoire de la RTS,,. En 2021, elle cumule les records d’audience, tant en nombre de téléspectateurs, 132 000 le 26 janvier 2021, qu'en parts de marché, avec 40,9 % le 1er avril 2021.
Elle est également assistante au Service marketing et communication de la RTS, où elle gère les visuels de diverses séquences.

## Parcours littéraire
Désireuse de déconstruire les stéréotypes visant la communauté noire, Licia Chery est l'autrice d'un livre pour enfants, intitulé Tichéri a les cheveux crépus et publié en 2019 aux Éditions Amalthée. lIlustré par Queen Mama, l'ouvrage relate la vie d'une petite fille de 7 ans vivant à Genève et aborde la discrimination en se focalisant sur les micro-agressions du quotidien,. Un second tome traitant de l'appropriation culturelle est en cours d'élaboration,.

En novembre 2021, elle publie aux Éditions Favre un roman intitulé Noir en couleurs. Le parcours de mes ancêtres à travers l'Histoire. Conçu comme une longue lettre adressée à son ancêtre Achala, l'ouvrage relate le parcours de ses ancêtres de l'Afrique à Haïti en mêlant fiction et faits historiques. Il critique le manque de représentativité des personnes noires dans les récits historiques en rendant visibles leurs résistances, leurs réalisations ainsi que leur apport dans l'histoire de l'humanité. 

« Ainsi, les enfants noirs étudiant dans ces écoles n'ont aucune idée de la grandeur de leur peuple, de la magnificence de leurs accomplissements, ou même de l'existence de ces œuvres d'art. Beaucoup grandissent en pensant que toutes les œuvres importantes ont été créées par des Blancs, que la maîtrise des sciences n'existait pas chez leurs ancêtres, et qu'ils n'ont pas de quoi être fiers. Je le sais, j'ai été l'une de ces enfants. »

Elle crée sa propre maison d'édition, Visibles, en 2023.

## Engagements
Ambassadrice pour l’association Enfants du Monde,, Licia Chery a pour mission d’aider à faire respecter les droits des jeunes et aborde la question du racisme avec eux dans les écoles. Comme elle l'explique, « on dit que ce racisme a disparu, mais non : j’ai récemment reçu un courriel d’une mère dont la petite fille est traumatisée et ne veut plus porter de manches courtes à l’école depuis qu’on lui a dit qu’elle est de couleur caca… ». Elle ajoute qu'en Suisse « quand on est issu d’une minorité, on sait qu’être moyen ne suffit pas. Il faut se distinguer. Pas le choix ».
Licia Chery explique que plus jeune, elle était étonnée de ne voir personne qui lui ressemblait à la télévision et ajoute que « quand on ne se voit pas, on ne peut pas se représenter. Je ne sais pas si les gens se rendent compte de ce que ça veut dire que de grandir dans un pays où l’on est invisible. Sur la RTS, je serai une exception. Personne, par exemple, ne saura me coiffer. Pourquoi? Parce que, en 2020, on n’enseigne toujours pas aux apprenties coiffeuses à coiffer les cheveux crépus… ». Cependant, ne souhaitant pas transformer le jeu de la RTS en tribune politique, elle est « simplement une personne noire dans un rôle d’animatrice, sans justification particulière. Plus il y aura de personnes représentant la diversité de notre société à la télé ou ailleurs, mieux ça vaudra ».

## Vie privée
Licia Chery est mère de deux enfants. Elle vit à Genève, dans le quartier de la Jonction, avec son compagnon. Se sentant parfois tiraillée entre deux cultures, elle retourne régulièrement en Haïti.

## Discographie

### Albums
- 2010 : Blue Your Mind
- 2015 : Inspiration

### Singles
- Mental Disease

- 2015 : Love Life
- 2015 : Fly
- 2017 : Treat Me Good
- 2018 : Dance Your Pain Away
- 2019 : Dance Your Pain Away
- 2019 : Peace of Mind
- 2019 : Persistence

## Publications
- Tichéri a les cheveux crépus, Nantes, Amalthée, 23 octobre 2019, 32 p. (ISBN 978-2310041997)

- Noir en couleurs, Lausanne, Éditions Favre, 18 novembre 2021, 249 p. (ISBN 978-2828919269)